# Strombus alatus
Strombus alatus is een in zee levende slakkensoort die behoort tot de familie Strombidae en het geslacht Strombus. De soort is in 1791 door Gmelin beschreven en benoemd.

## Voorkomen en verspreiding
Strombis alatus is een herbivoor die tot 140 mm lang kan worden en leeft in ondiep warm water op zandgronden en zeegrasvelden (sublitoraal), deze soort komt algemeen voor aan de zuidkust van de Verenigde Staten, Florida en Noord Carolina (Carolinische provincie).